# Tjedan kajkavske kulture
Tjedan kajkavske kulture je godišnja kulturno-umjetnička manifestacija u Krapini koja obuhvaća niz koncerata, predstava, izložbi i događaja povezanih uz kajkavsku (zagorsku) tradiciju i običaje. Najpoznatiji događaj u sklopu Tjedna je Festival kajkavskih popevki, koji se održava od 1966. godine.
U sklopu Tjedna održavaju se i:
- Zagorski gospodarski zbor
- dječji festival Mali kaj

## Vanjske poveznice
- Službene stranice